# Casa de Câmara e Cadeia de Santo Amaro
A Casa de Câmara e Cadeia de Santo Amaro é uma construção do século XVIII localizado na cidade de Santo Amaro, no estado da Bahia. A edificação está tombada pelo IPHAN desde 16 de outubro de 1941.

## Histórico
Com a elevação do povoado de Santo Amaro para a categoria de Vila em 5 de janeiro de 1727, os oficiais da Câmara solicitam no mesmo ano o apoio financeiro da coroa para a construção da Casa de Câmara e Cadeia, tendo sido inaugurado no ano de 1769.
Em 1916 a sede da Imprensa Oficial da Vila passa a funcionar no prédio, e na década de 20, a cadeia localizada no andar térreo foi transferida para outro local. Atualmente, o local abriga a Câmara de Vereadores e a Prefeitura Municipal de Santo Amaro.